# Werner Haftmann
Werner Haftmann est un historien de l'art et commissaire d'exposition allemand né le 28 avril 1912 à Glowno dans la province de Posnanie et décédé le 28 juillet 1999 à Munich en Allemagne.

## Biographie
Werner Haftmann est dans sa jeunesse membre de la SA puis du NSDAP. Durant l'occupation du nord de l'Italie entre 1943 et avril 1945, il participe à des crimes de guerre. Ces faits ont été révélés en 2021 lors de l'exposition du Musée historique allemand intitulée Documenta, histoire et politique.
Avec Arnold Bode, il a été directeur artistique des trois premières éditions de l'exposition d'art contemporain documenta de Cassel (1955 à 1964). Il a dirigé la Nouvelle Galerie nationale de Berlin-Ouest de 1967 à 1974.

## Publications
- Paul Klee, Prestel Verlag, München 1950
- Deutsche Abstrakte Maler, Verlag Woldemar Klein, Baden-Baden 1953
- Malerei im Zwanzigsten Jahrhundert. Prestel Verlag, München 1954 (9. Auflage 2000,  (ISBN 3791304917))
- Verfemte Kunst. DuMont Buchverlag, Köln 1986.  (ISBN 3-7701-1940-1)
- Der Bildhauer Martin Mayer. München 1988.  (ISBN 3-7667-0900-3)